# Ĳmeer
L'Ĳmeer — en français, lac de l'IJ — est un lac de bordure des Pays-Bas. Il se trouve entre le polder De Nes, dans la commune de Waterland, le Pampushaven à Almere, le Hollandse Brug (« Pont hollandais ») permettant le passage de l'autoroute A6 de la province de Hollande-Septentrionale à celle du Flevoland et l'embouchure de l'IJ dans l'IJburg. Il s'agit d'un important espace de repos pour les oiseaux.
Sans aucune séparation physique, digue ou barrage, ce lac est bordé au nord-est par le Markermeer, au sud-est par le Gooimeer, à l'ouest par le Buiten-IJ qui constitue la partie la plus orientale de l'IJ ; celui-ci est relié après un système d'écluses, au Binnen-IJ qui se prolonge par le canal de la Mer du Nord vers le nord-ouest.

## Projet de pont
Au sein de la Randstad, principale conurbation urbaine des Pays-Bas, les villes d'Amsterdam et d'Almere devraient plus étroitement coordonner leur croissance dans le futur proche. Ainsi, à plus long terme, une liaison est prévue entre les deux villes en soutien des services de Nederlandse Spoorwegen existants par Weesp, dans la forme d'une digue ou plus vraisemblablement d'un pont, avec des moyens de transport en commun de type lourd. L'hypothèse d'un nouveau tronçon du métro d'Amsterdam traversant l'Ĳmeer depuis l'IJburg est étudié.

## Îles
Le lac contient un certain nombre d'îles et îlots :
- De Drost
- Île de Hooft
- Pampus
- Vuurtoreneiland (également un haut-fond)
- Warenar